# Cienkie ramię wstępujące pętli nefronu

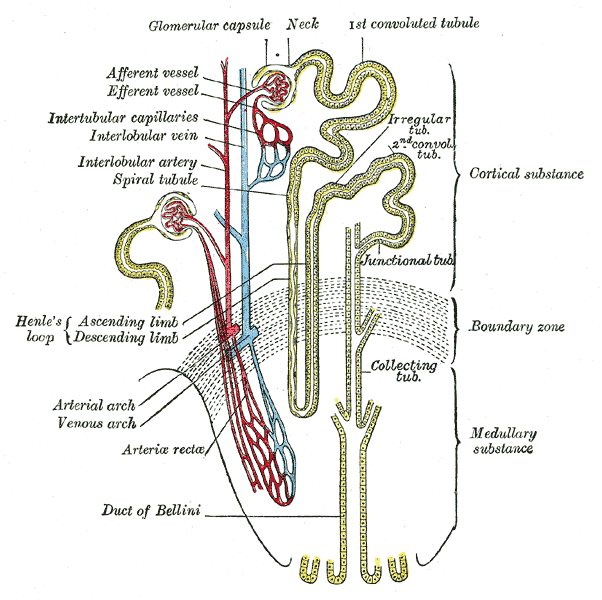
Schemat budowy nefronu z widocznym cienkim ramieniem wstępującym pętli nefronu (Henle' loop (Ascending limb))

Cienkie ramię wstępujące pętli nefronu – środkowy odcinek pętli nefronu, będącej fragmentem kanalika nerkowego. Nabłonek, z którego jest zbudowane, jest nieprzepuszczalny dla wody i jonów (z wyjątkiem sodowych i chlorkowych). Ramię to znajduje się między ramieniem zstępującym a grubym ramieniem wstępującym pętli nefronu.

Przeczytaj ostrzeżenie dotyczące informacji medycznych i pokrewnych zamieszczonych w Wikipedii.